# شوهی کامادا
شوهی کامادا (انگلیسی: Shohei Kamada؛ زادهٔ ۱۱ مهٔ ۱۹۸۰) بازیکن فوتبال اهل ژاپن است.